# وامان سرینیواس کودوا
وامان سرینیواس کودوا (کنادا: ವಾಮನ್ ಶ್ರೀನಿವಾಸ್ ಕುಡ್ವ؛ ۹ ژوئن ۱۸۹۹ – ۳۰ ژوئن ۱۹۶۷) بانکدار و کارآفرین اهل هند بود، که در سال ۱۹۲۵ سندیکا بانک را تأسیس کرد.